# 仇鈞
仇元璹（1947年12月—），藝名仇小豹，山西省曲沃縣人，著名相聲、喜劇演員。
其祖父仇元璹是宣統三年的進士。

## 作品
- 《山城棒棒軍》（飾巴倒燙——火鍋店老闆）
- 《新華方面軍》（飾二號主角潘梓年）
- 《日子如水》（飾二號主角袁館長）
- 《女人三十》（飾外商）
- 《擱得平外傳》（領銜主演柯德平）